# Tencent Pictures
Tencent Pictures (xinès: 腾讯影业, pinyin: téng xùn yǐng yè) és un distribuïdor i una productora de cinema propietat de Tencent. Ha creat pel·lícules basades en llibres, còmics, sèries d'animació, i videojocs. El 2015 Tencent va muntar Tencent Penguin Pictures (Shanghai) com una nova unitat de producció, que es va centrar en inversions menors en llargmetratges i en sèries en línia.

## Filmografia
| Any  | Títol                               | Director                     | Distribuïdor als EUA                                           | Recaptació (al món) | Recaptació (Xina) | Notes  |
| ---- | ----------------------------------- | ---------------------------- | -------------------------------------------------------------- | ------------------- | ----------------- | ------ |
| 2015 | Roco Kingdom 4                      | Hugues Martel i Dongbiao Cao | N/D                                                            | N/D                 | N/D               | [ 4 ]  |
| 2016 | Warcraft                            | Duncan Jones                 | Universal Pictures                                             | 433 milions de $    | 213 milions de $  | [ 2 ]  |
| 2016 | Blood of Youth                      | Shu-peng Yang                | N/D                                                            | N/D                 | N/D               | [ 6 ]  |
| 2017 | Kong: Skull Island                  | Jordan Vogt-Roberts          | Warner Bros. Pictures                                          | 566 milions de $    | 168 milions de $  | [ 8 ]  |
| 2017 | Wonder Woman                        | Patty Jenkins                | Warner Bros. Pictures                                          | 821 milions de $    | 90 milions de $   | [ 8 ]  |
| 2018 | Venom                               | Ruben Fleischer              | Sony Pictures Entertainment (a través Columbia Pictures)       | 855 milions de $    | 272 milions de $  | [ 11 ] |
| 2018 | Bumblebee                           | Travis Knight                | Paramount Pictures                                             | 467 milions de $    | 170 milions de $  | [ 13 ] |
| 2019 | Men in Black: International         | F. Gary Gray                 | Sony Pictures Entertainment (a través Columbia Pictures)       | 253 milions de $    | 44 milions de $   | [ 15 ] |
| 2019 | Terminator: Dark Fate               | Tim Miller                   | Paramount Pictures/20th Century Fox                            | Per estrenar        | Per estrenar      | [ 17 ] |
| 2019 | A Beautiful Day in the Neighborhood | Marielle Heller              | Sony Pictures Entertainment (a través TriStar Pictures)        | Per estrenar        | Per estrenar      | [ 18 ] |
| 2020 | Top Gun: Maverick                   | Joseph Kosinski              | Paramount Pictures                                             | Per estrenar        | Per estrenar      | [ 13 ] |
| 2020 | Monster Hunter                      | Paul W. S. Anderson          | Sony Pictures Entertainment (a través Screen Gems)             | Per estrenar        | Per estrenar      | [ 18 ] |
| 2020 | Wish Dragon                         | Chris Appelhans              | Sony Pictures Entertainment (a través Sony Pictures Animation) | Per estrenar        | Per estrenar      | [ 18 ] |